# Střílna

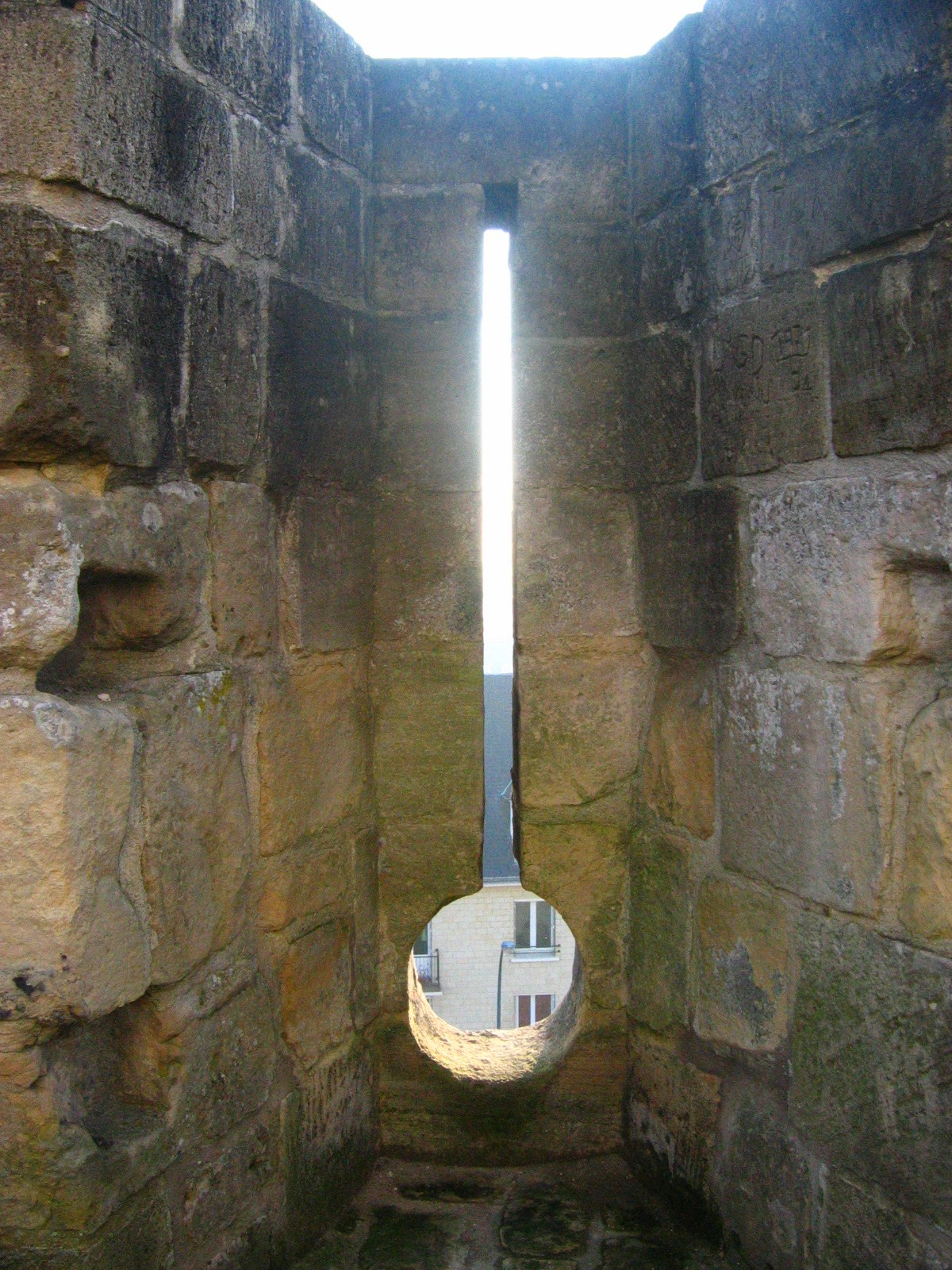
Klíčová střílna

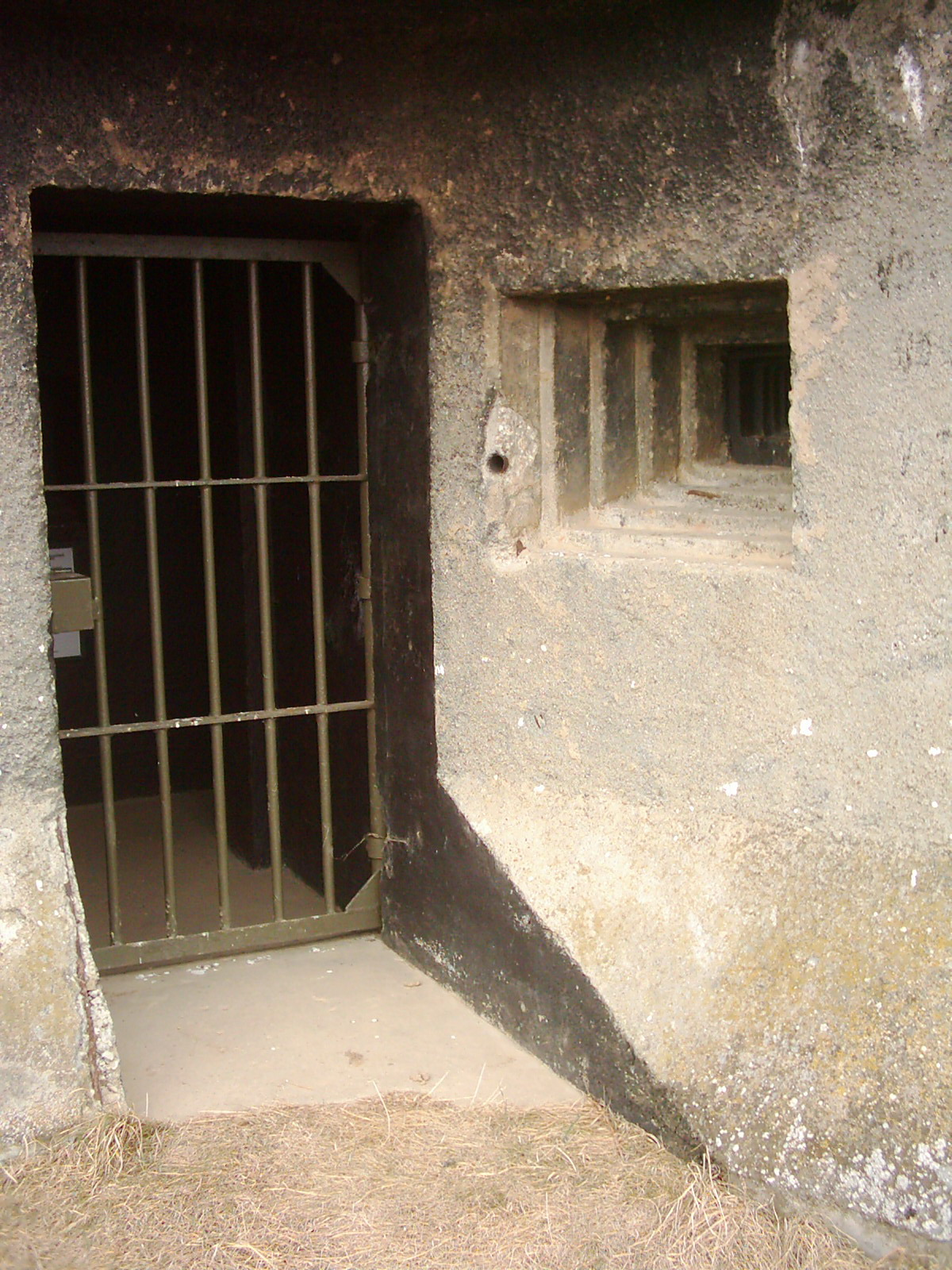
Ústupková střílna u československého opevnění

Střílna je otvor různého tvaru a velikosti ve stěně objektu před střeleckým postavením, určená k palbě směrem ven z tohoto objektu. Bývá umístěna tak, aby z ní bylo možné vést palbu do předpolí objektu či ochrannou palbu blízkého okolí objektu. Střílny se vytvářejí co nejmenší, aby co nejvíce klesla pravděpodobnost zasažení nepřátelskou palbou.
Nejstarším typem střílny používaným na českých vrcholně středověkých hradech byla střílna štěrbinová, která může být zaměňována s podobně řešenými větracími či osvětlovacími otvory. V patnáctém století došlo k rozvoji palných zbraní, kterému byly přizpůsobovány také střílny. Typickou střílnou byla střílna klíčová s kruhovou průstřelnicí ve spodní části a úzkým průhledítkem v horní části. K dalším typům střílen patřily střílny křížové, střílny ve tvaru oškrtu (otvoru v mlýnském kameni), kalhotové, trojúhelníkové, ústupkové a další. Za nejdokonalejší typ jsou považovány střílny s otočnými dřevěnými bubny se štěrbinovou průstřelnicí, které použil Benedikt Rejt na Pražském hradě nebo na Švihově.
Vnější vyústění střílny může být také opatřeno několika ústupky, které zvyšují ochranu posádky tím, že odrážejí dopadající nepřátelské střely. Další možností ochrany posádky je samotná ovládaná zbraň, která svou hlavní zcela nebo z větší části zaplňuje střílnu. Tato zbraň však musí být speciálně zalafetována.